# هرقلية سفندوليونية
هرقلية سفندوليونية أو السفندوليون أو أقنثة كاذبة أو هرقيلة غيطل (الاسم العلمي: Heracleum sphondylium) (بالإنجليزية: Common Hogweed)‏ هي نوع من النباتات يتبع جنس الهرقلية من فصيلة الخيمية.

## صفاته
ارتفاعه ما بين 50 سم و 150سم، نبات معمر، ساقه متصب وصلب، محزز وأجوف، مغطى بالوبر. أوراقه خضراء رمادية، كبيرة الحجم، تتألف الواحدة منها من عددة فصوص غيرمتساوية، ولها أغماد مستديرة. أزهارها بيضاء، تنتظم في خيمات من 12 إلى 40 شعاعاً، قنيباتها صغيرة، تويجياتها عند أطراف الخييمات تصبح أكبر حجماً. الثمرمسطح، مقور في اعلاه، رائحته تشبه رائحة النمل عند هرسه.

## نويعات
- هرقلية جزائرية أو هرقلية سفندوليونية نويع جزائري أو سفندوليون نويع جزائري
- هرقلية سيبيرية أو هرقلية سفندوليونية نويع سيبيري أو سفندوليون نويع سيبيري
- هرقلية ألبية أو هرقلية سفندوليونية نويع ألبي أو سفندوليون نويع ألبي